# Sankt Georgen (Gemeinde Rottenmann)
Sankt Georgen, auch Sankt Georgen bei Rottenmann, ist eine von 13 Ortschaften der österreichischen Stadtgemeinde Rottenmann in der Steiermark.

## Geographische Lage
Sankt Georgen liegt ca. einen Kilometer östlich der Rottenmanner Altstadt und beginnt am östlichen Ende der Schulallee. Der Ort liegt auf 680 m ü. A. Höhe.
Zur Ortschaft Sankt Georgen gehören außerdem der Weiler Schindlhof, die Zerstreuten Häuser Sankt Georgen-Zerstreute Häuser und Scheibenboden sowie mehrere Einzelhöfe.
Auch liegt die Rottenmanner Hütte in Sankt Georgen.

## Geschichte
Die Ortschaft gilt als das „ursprüngliche“ Rottenmann. Die erste Siedlung im Gebiet um Rottenmann befand sich um die Kirche St. Georgen. Da dort aufgrund einer Versumpfung eine weitere Ausdehnung des Ortes nicht möglich war, wurde die Siedlung in der heutigen Innenstadt Rottenmanns um 1200 ausgebaut. 1848 zählte Sankt Georgen 310 Einwohner in 60 Häusern. Um 1850 erfolgte die Eingemeindung von St. Georgen und Strechau nach Rottenmann.
Am 1. Jänner 2024 lebten 240 Menschen in St. Georgen.

## Kultur und Sehenswürdigkeiten
- Katholische Filialkirche Alt-Rottenmann hl. Georg